# Eugèni Garcin
Eugèni Garcin (en francés, Eugène Garcin, Casanòva, Sèrras e Alens, 31 de desembre de 1831-Antony, Illa de França, febrer de 1909) va ser un periodista i escriptor occità.

## Biografia
Eugèni Garcin va nàixer en el si d'una família modesta. Son pare era mariscal. Va cursar uns estudis que li van donar una beca per treballar com a periodista i escriptor. En la seua joventut va escriure poesies en occità que van ser publicades per Josèp Romanilha en 1851 en l'obra col·lectiva Ley Provençalas. Va participar en el Romavatge di Trobaires d'Ais de Provença en 1853. Més tard es va fer amic de Frederic Mistral i escrivia habitualment en l'Armanac Provençau. Es va traslladar a París i en 1861 es va casar amb la directora de la pensió on treballava. Va començar la seua carrera periodística i es va convertir en 1868 en un dels col·laboradors del periòdic marsellés Lee Peuple.
Eugène Garcin va participar molt activament en el moviment félibre i també en la publicació de Les Français du Nord et du Midi en 1868. Quan es va proclamar la República va ser nomenat prefecte de Muret. Poc després, va deixar eixe treball per treballar com a periodista a Tolosa de Llenguadoc. Va col·laborar en els periòdics L'Émancipation i L'Avenir du Gers, en els quals va expandir les seues idees revolucionàries.